# Higashiura, Aichi
Higashiura (東浦町 Higashiura-chō) là thị trấn thuộc huyện Chita, tỉnh Aichi, Nhật Bản. Tính đến ngày 1 tháng 10 năm 2020, dân số ước tính thị trấn là 49.596 người và mật độ dân số là 1.600 người/km2. Tổng diện tích thị trấn là 31,14 km2.

## Địa lý

### Đô thị lân cận
- Aichi
  - Kariya
  - Takahama
  - Ōbu
  - Chita
  - Tōkai
  - Handa
  - Agui